# 피크람니아목
피크람니아목(Picramniales)은 주로 신열대구에 자생하는 작은 식물들의 목(目)으로 유일한 과인 피크람니아과에 2개의 속, 피크람니아속(Picramnia)과 알바라도아속(Alvaradoa)을 포함하고 있다. 이 목은 무환자나무목과 관련이 있어서, 이전에는 이 목의 식물들을 무환자나무목의 소태나무과 하위 식물로 분류하였다. 가장 최근의 표준적인 속씨식물 분류(APG III 분류 체계)에서는 하나의 독립된 목으로 분류하고 있다.

## 분류
- 피크람니아과 (Picramniaceae)
  - 피크람니아아과 (Picramnioideae) Engler
    - 피크람니아속 (Picramnia)

  - 알바라도아아과 (Alvaradoideae) Liebm.
    - 알바라도아속 (Alvaradoa)

## 같이 보기
- APG III 분류 체계